# Герб на Босна и Херцеговина
Гербът на Босна и Херцеговина е конституиран на 4 февруари 1998 година и заменя историческия герб на страната. Приет е официално на 10 май същата година.

## Описание
Гербът се състои от две части с жълто и синьо поле. Тези цветове имат аналогия в босненската национална историография и коренспондират с предишния символ на Босна и Херцеговина, който представлява златни (жълти) хералдични лилии на син фон.
Горният десен дял представлява жълт триъгълник и заема почти половината от герба. Трите страни на триъгълника символизират географските граници на страната и трите конституирани народа на Босна и Херцеговина – бошняци, хървати и сърби и по този начин за свързани едни с други. Долният ляв край на герба е изобразен в син цвят. От горния ляв ъгъл до долния десен край по наклонена вертикала на босненския герб има изобразени пет (+ две и половина) сребърни (бели) звезди. Тези звезди символизират цивилизационната и културна принадлежност на земите на Босна и Херцеговина към Европа.

## Предишни гербове
- Герб на Босна и Херцеговина в състава на Австро-Унгария.
- Емблема на Босна и Херцеговина по времето на СФРЮ.
- Герб на Босна и Херцеговина в периода 1991 – 1998 г.